# Robert Staughton Lynd
Robert Staughton Lynd (* 26. September 1892 in New Albany, Indiana; † 1. November 1970 in New York City) war ein US-amerikanischer Soziologe und Professor an der Columbia University, New York.

## Leben
Robert S. Lynd und seine Ehefrau Helen M. Lynd wurden bekannt durch ihre gemeindesoziologischen Untersuchungen Middletown (1929) und Middletown in Transition (1937).
Lynd hatte keine formelle Ausbildung als Soziologe erhalten, sondern am Union Theological Seminary Theologie studiert. Er arbeitete als Kaplan auf einem Ölfeld des Rockefeller-Konzerns und erhielt durch einen Artikel über die dortigen Lebensbedingungen den Forschungsauftrag des Rockefeller Institute of Social and Religious Research für seine gemeindesoziologischen Studien. Auf Grundlage dieser Studien wurde er dann an der Columbia University in Soziologie promoviert.

## Rezeption
In Knowledge for what? (1939) analysiert Lynd den Zusammenhang zwischen der zeitgenössischen Lage der US-amerikanischen Kultur und der Situation der Sozialwissenschaften. Er richtet sein gesellschaftskritisches Augenmerk auf die Spannungen und Spaltungen der US-amerikanischen Gesellschaft und setzt sich für eine Sozialwissenschaft ein, die die Fachgrenzen überschreitend an gesellschaftlich relevanten Problemstellungen arbeiten sollte. Das Buch, gekennzeichnet durch die zeitgenössischen Erfahrungen der Weltwirtschaftskrise, des New Deal und die Bedrohung durch den erstarkenden Faschismus, kann in vieler Hinsicht als eine Vorwegnahme des heutzutage bekannteren Buches The Sociological Imagination (dt.: Kritik der soziologischen Denkweise) von Charles Wright Mills aufgefasst werden.

## Werke (Auswahl)
- mit Helen M. Lynd: Middletown. A Study in Contemporary American Culture (A Harvest Book; 27). Harcourt, Brace & World, New York 1965 (Nachdr. d. Ausg. New York 1929).
- mit Helen M. Lynd: Middletown in Transition. A Study in Cultural Conflicts. Harcourt, Brace, Jovanovich, New York 1982, ISBN 0-15-659551-6 (Nachdr. d. Ausg. New York 1937).
- Knowledge for what? The Place of Social Science in American Culture. Wesleyan University Press, Middletown, Conn. 1986, ISBN 0-8195-6170-3.

## Einzelbelege
1. ↑  Lewis A. Coser: Introduction to the Wesleyan Paperback Edition. In: Robert S. Lynd: Knowledge for what? The Place of Social Science in American Culture. Wesleyan University Press. Middletown, Conn. 1986, ISBN 0-8195-6170-3, S. XII (Nachdr. d. Ausg. Princeton, N.J. 1939)

| Personendaten    | Personendaten                                                                  |
| ---------------- | ------------------------------------------------------------------------------ |
| NAME             | Lynd, Robert Staughton                                                         |
| KURZBESCHREIBUNG | US-amerikanischer Soziologe und Professor an der Columbia University, New York |
| GEBURTSDATUM     | 26. September 1892                                                             |
| GEBURTSORT       | New Albany, Indiana                                                            |
| STERBEDATUM      | 1. November 1970                                                               |
| STERBEORT        | New York City                                                                  |